# Selección de hockey sobre patines de los Países Bajos
La selección de hockey sobre patines de los Países Bajos es el equipo nacional de Países Bajos en hockey sobre patines internacional. Por lo general, participa en el Campeonato mundial de hockey sobre patines masculino y en el Campeonato europeo de hockey sobre patines masculino.

## Participaciones

### Campeonato mundial B
| Año  | Pos.              |
| ---- | ----------------- |
| 1984 | No participó      |
| 1986 | Medalla de plata  |
| 1988 | No participó      |
| 1994 | No participó      |
| 1996 | Medalla de plata  |
| 1998 | No participó      |
| 2000 | Medalla de plata  |
| 2002 | No participó      |
| 2004 | No participó      |
| 2006 | Medalla de plata  |
| 2008 | Medalla de plata  |
| 2010 | Medalla de bronce |
| 2012 | 5°                |
| 2014 | Medalla de bronce |

### Campeonato europeo
| Año  | Pos.              |
| ---- | ----------------- |
| 1926 | No participó      |
| 1947 | No participó      |
| 1948 | 9°                |
| 1949 | 8°                |
| 1950 | 9°                |
| 1951 | 9°                |
| 1952 | 5°                |
| 1953 | 8°                |
| 1954 | 10°               |
| 1955 | 9°                |
| 1956 | 7°                |
| 1957 | No participó      |
| 1959 | 6°                |
| 1961 | 4°                |
| 1963 | Medalla de bronce |
| 1965 | 4°                |
| 1967 | Medalla de bronce |
| 1969 | Medalla de bronce |
| 1971 | 5°                |
| 1973 | 5°                |
| 1975 | 5°                |
| 1977 | 6°                |
| 1979 | 4°                |
| 1981 | 4°                |
| 1983 | 4°                |
| 1985 | 4°                |
| 1987 | 5°                |
| 1990 | 4°                |
| 1992 | 7°                |
| 1994 | 5°                |
| 1996 | No participó      |
| 1998 | 7°                |
| 2000 | 7°                |
| 2002 | 8°                |
| 2004 | 8°                |
| 2006 | No participó      |
| 2008 | 8°                |
| 2010 | No participó      |
| 2016 | No participó      |
| 2018 | 10°               |